# Zdobycie Feraj
Zdobycie Feraj – zajęcie tesalskich Feraj w roku 191 p.n.e. podczas wojny Antiocha III z Rzymem.
Po wciągnięciu w wewnętrzny konflikt w Grecji władca imperium Seleucydów jesienią 192 r. p.n.e. wylądował na Eubei z kilkunastoma tysiącami żołnierzy. W następnym roku wkroczył do sprzymierzonej z Rzymem Tesalii, kierując się na miasto Feraj. Tesalowie wysłali do miasta 500 żołnierzy, którym jednak nie udało się przedrzeć przez opanowane przez Seleukidów przejścia i którzy skierowali się do Skotussy. Tymczasem Antioch stanął pod murami Feraj wzywając mieszkańców do otwarcia bram. Tesalowie odmówili, co spowodowało szturm jego wojsk ze wszystkich stron. Po wyparciu obrońców z obwarowań zewnętrznych napastnicy zepchnęli ich na akropol. Nie zdecydowali się oni jednak na dalszą obronę, a w obawie przed masakrą poddali się Antiochowi. 
Po zdobyciu miasta „Wielki Król” wysłał 4 tysiące ludzi do Skotussy, która poddała się bez walki. Jej los podzieliły także Krannon i Metropolis oraz inne punkty obrony Tesalów. Jako ostatni cel Antiochowi pozostało jeszcze zdobycie Larissy, dokąd szybkim marszem podążyły jego wojska. Tam przygotowywał się do działań, gdy na wiadomość o nadciągających znacznych siłach rzymskich zwinął oblężenie wycofując się do Chalkis.
Wkrótce potem w bitwie pod Termopilami (kwiecień 191 p.n.e.) został pokonany przez wojska Rzymian pod dowództwem konsula Glabriona i zmuszony wycofać się do Azji Mniejszej.